# Belgische kampioenschappen atletiek 2018
In 2018 werden de Belgische kampioenschappen atletiek Alle Categorieën op zaterdag 7 en zondag 8 juli gehouden in het Koning Boudewijnstadion te Brussel.
De 10.000 m voor mannen en vrouwen en de 3000 m steeple voor vrouwen vonden op zaterdag 5 mei plaats in Naimette-Xhovémont. Het hamerslingeren vond plaats in Nijvel.
Tijdens de reeksen liepen Justien Grillet met een persoonlijk record van 56,45 s op de 400 m horden en Manon Depuydt met een persoonlijk record van 23,33 s op de 200 m het minimum voor deelname aan de Europese kampioenschappen in Berlijn. In de finale van de 400 m liepen zowel Kevin Borlée in 45,52 s als Dylan Borlée in 45,55 s het minimum. Alexander Doom liep in deze wedstrijd met 46,46 s de limiet voor atleten U23.

## Uitslagen

### 100 m
| rang   | atleet             | prestatie (+1,0 m/s) |
| ------ | ------------------ | -------------------- |
| Goud   | Andreas Vranken    | 10,49 s              |
| Zilver | Guelord Kola Biasu | 10,50 s              |
| Brons  | Jean-Marie Louis   | 10,53 s              |

| rang   | atlete         | prestatie (+0,4 m/s) |
| ------ | -------------- | -------------------- |
| Goud   | Manon Depuydt  | 11,72 s              |
| Zilver | Laures Bauwens | 11,99 s              |
| Brons  | Elise Mehuys   | 12,03 s              |

### 200 m
| rang   | atleet          | prestatie (-0,8 m/s) |
| ------ | --------------- | -------------------- |
| Goud   | Jonathan Borlée | 20,78 s              |
| Zilver | Kobe Vleminckx  | 20,96 s              |
| Brons  | Arnout Matthijs | 21,15 s              |

| rang   | atlete                 | prestatie (0,0 m/s) |
| ------ | ---------------------- | ------------------- |
| Goud   | Cynthia Bolingo Mbongo | 23,68 s             |
| Zilver | Lucie Ferauge          | 24,10 s             |
| Brons  | Elise Mehuys           | 24,32 s             |

### 400 m
| rang   | atleet             | prestatie |
| ------ | ------------------ | --------- |
| Goud   | Kevin Borlée       | 45,52 s   |
| Zilver | Dylan Borlée       | 45,55 s   |
| Brons  | Robin Vanderbemden | 46,09 s   |

| rang   | atlete          | prestatie |
| ------ | --------------- | --------- |
| Goud   | Marlien De Jans | 54,92 s   |
| Zilver | Ine Hugaerts    | 56,40 s   |
| Brons  | Marie Fickers   | 56,57 s   |

### 800 m
| rang   | atleet          | prestatie |
| ------ | --------------- | --------- |
| Goud   | Aaron Botterman | 1.46,89   |
| Zilver | Thomas Engels   | 1.50,10   |
| Brons  | Arthur Bruyneel | 1.50,30   |

| rang   | atlete           | prestatie |
| ------ | ---------------- | --------- |
| Goud   | Lotte Hellinckx  | 2.11,22   |
| Zilver | Eléa Henrard     | 2.11,39   |
| Brons  | Riet Vanfleteren | 2.11,91   |

### 1500 m
| rang   | atleet         | prestatie |
| ------ | -------------- | --------- |
| Goud   | Pieter Claus   | 3.53,84   |
| Zilver | Ali Hamdi      | 3.54,32   |
| Brons  | Michael Somers | 3.54,43   |

| rang   | atlete          | prestatie |
| ------ | --------------- | --------- |
| Goud   | Sofie Van Accom | 4.18,12   |
| Zilver | Lisa Rooms      | 4.24,22   |
| Brons  | Vanessa Scaunet | 4.28,54   |

### 5000 m
| rang   | atleet         | prestatie |
| ------ | -------------- | --------- |
| Goud   | Jennen Mortier | 14.20,11  |
| Zilver | Thomas De Bock | 14.22,51  |
| Brons  | Kim Ruell      | 14.23,11  |

| rang   | atlete              | prestatie |
| ------ | ------------------- | --------- |
| Goud   | Nina Lauwaert       | 16.14,25  |
| Zilver | Hanne Verbruggen    | 16.32,61  |
| Brons  | Hanna Vandenbussche | 16.38,41  |

### 10.000 m[1]
| rang   | atleet            | prestatie |
| ------ | ----------------- | --------- |
| Goud   | Nick Van Peborgh  | 29.46,87  |
| Zilver | Stijn De Vulder   | 30.09,58  |
| Brons  | Clement Deflandre | 30.24,32  |

| rang   | atlete           | prestatie |
| ------ | ---------------- | --------- |
| Goud   | Hanne Verbruggen | 35.11,55  |
| Zilver | Kim Geypen       | 35.18,98  |
| Brons  | Maureen Kramer   | 36.16,14  |

### 110 m horden/100 m horden
| rang   | atleet               | prestatie (-2,4 m/s) |
| ------ | -------------------- | -------------------- |
| Goud   | Dylan Caty           | 14,11 s              |
| Zilver | Denis Hanjoul        | 14,18 s              |
| Brons  | Jordi Van Den Eynden | 14,26 s              |

| rang   | atlete         | prestatie (+0,6 m/s) |
| ------ | -------------- | -------------------- |
| Goud   | Eline Berings  | 12,98 s              |
| Zilver | Anne Zagré     | 13,15 s              |
| Brons  | Sarah Missinne | 13,33 s              |

### 400 m horden
| rang   | atleet           | prestatie |
| ------ | ---------------- | --------- |
| Goud   | Romain Nicodème  | 51,49 s   |
| Zilver | Dylan Owusu      | 51,67 s   |
| Brons  | Jasper De Vooght | 52,58 s   |

| rang   | atlete             | prestatie |
| ------ | ------------------ | --------- |
| Goud   | Hanne Claes        | 55,20 s   |
| Zilver | Margo Van Puyvelde | 56,13 s   |
| Brons  | Justien Grillet    | 56,31 s   |

### 3000 m steeple[2]
| rang   | atleet            | prestatie |
| ------ | ----------------- | --------- |
| Goud   | Clement Deflandre | 8.57,87   |
| Zilver | Mathijs Casteele  | 9.05,34   |
| Brons  | Jill De Brauwer   | 9.13,33   |

| rang   | atlete               | prestatie |
| ------ | -------------------- | --------- |
| Goud   | Elke Godden          | 10.58,59  |
| Zilver | Jolien Van Hoorebeke | 12.24,82  |
| Brons  | Charlotte Sijmens    | 12.36,76  |

### Verspringen
| rang   | atleet            | prestatie         |
| ------ | ----------------- | ----------------- |
| Goud   | Corentin Campener | 7,66 m (+1,0 m/s) |
| Zilver | François Grailet  | 7,56 m (+0,5 m/s) |
| Brons  | Vincent Stas      | 7,43 m (+0,2 m/s) |

| rang   | atlete           | prestatie         |
| ------ | ---------------- | ----------------- |
| Goud   | Nafissatou Thiam | 6,60 m (-0,1 m/s) |
| Zilver | Hanne Maudens    | 6,51 m (+1,1 m/s) |
| Brons  | Bo Nijs          | 5,74 m (-0,4 m/s) |

### Hink-stap-springen
| rang   | atleet         | prestatie          |
| ------ | -------------- | ------------------ |
| Goud   | Leopold Kapata | 15,73 m (-0,9 m/s) |
| Zilver | Nicolas Thomas | 14,80 m (+0,5 m/s) |
| Brons  | Gregory Geerts | 14,68 m (-0,5 m/s) |

| rang   | atlete           | prestatie          |
| ------ | ---------------- | ------------------ |
| Goud   | Sietske Lenchant | 12,63 m (-0,8 m/s) |
| Zilver | Saliyya Guisse   | 12,58 m (+0,8 m/s) |
| Brons  | Elsa Loureiro    | 12,27 m (-1,1 m/s) |

### Hoogspringen
| rang   | atleet       | prestatie |
| ------ | ------------ | --------- |
| Goud   | Bram Ghuys   | 2,24 m    |
| Zilver | Giebe Algoet | 2,07 m    |
| Brons  | Brett Jacobs | 2,04 m    |

| rang   | atlete            | prestatie |
| ------ | ----------------- | --------- |
| Goud   | Claire Orcel      | 1,91 m    |
| Zilver | Hanne Van Hessche | 1,74 m    |
| Brons  | Eline Nenin       | 1,71 m    |

### Polsstokhoogspringen
| rang   | atleet           | prestatie |
| ------ | ---------------- | --------- |
| Goud   | Arnaud Art       | 5,40 m    |
| Zilver | Ben Broeders     | 5,30 m    |
| Brons  | Frederik Ausloos | 5,30 m    |

| rang   | atlete          | prestatie |
| ------ | --------------- | --------- |
| Goud   | Aurélie De Ryck | 4,20 m    |
| Zilver | Chloé Henry     | 4,20 m    |
| Brons  | Melanie Vissers | 4,10 m    |

### Kogelstoten
| rang   | atleet              | prestatie |
| ------ | ------------------- | --------- |
| Goud   | Philip Milanov      | 17,29 m   |
| Zilver | Matthias Quintelier | 16,77 m   |
| Brons  | Stijn Spilliaert    | 15,91 m   |

| rang   | atlete           | prestatie |
| ------ | ---------------- | --------- |
| Goud   | Yoika De Pauw    | 13,47 m   |
| Zilver | Hanne Maudens    | 13,06 m   |
| Brons  | Sophie Verlinden | 12,89 m   |

### Discuswerpen
| rang   | atleet           | prestatie |
| ------ | ---------------- | --------- |
| Goud   | Philip Milanov   | 63,39 m   |
| Zilver | Edwin Nys        | 53,11 m   |
| Brons  | Stijn Spilliaert | 50,82 m   |

| rang   | atlete             | prestatie |
| ------ | ------------------ | --------- |
| Goud   | Katelijne Lyssens  | 50,71 m   |
| Zilver | Babette Vandeput   | 49,86 m   |
| Brons  | Anouska Hellebuyck | 49,47 m   |

### Speerwerpen
| rang   | atleet          | prestatie |
| ------ | --------------- | --------- |
| Goud   | Timothy Herman  | 75,62 m   |
| Zilver | Jarne Duchateau | 64,67 m   |
| Brons  | Michael Boa     | 64,67 m   |

| rang   | atlete         | prestatie |
| ------ | -------------- | --------- |
| Goud   | Pauline Smal   | 46,89 m   |
| Zilver | Nele Meylemans | 45,26 m   |
| Brons  | Yoika De Pauw  | 43,94 m   |

### Hamerslingeren[3]
| rang   | atleet             | prestatie |
| ------ | ------------------ | --------- |
| Goud   | Remi Malengreaux   | 61,86 m   |
| Zilver | Stef Vanbroekhoven | 56,66 m   |
| Brons  | Walter De Wyngaert | 53,62 m   |

| rang   | atlete                | prestatie |
| ------ | --------------------- | --------- |
| Goud   | Vanessa Sterckendries | 65,69 m   |
| Zilver | Ilke Lagrou           | 54,19 m   |
| Brons  | Wege Vanbaelenberghe  | 50,36 m   |

1889 · 
1890 · 
1891 · 
1892 · 
1893 · 
1894 · 
1895 · 
1896 · 
1897 · 
1898 · 
1899 · 
1900 · 
1901 · 
1902 · 
1903 · 
1904 · 
1905 · 
1906 ·
1907 ·
1908 · 
1909 · 
1910 · 
1911 · 
1912 · 
1913 · 
1914 · 
1919 · 
1920 · 
1921 · 
1922 · 
1923 · 
1924 · 
1925 · 
1926 · 
1927 · 
1928 · 
1929 · 
1930 · 
1931 · 
1932 · 
1933 · 
1934 · 
1935 · 
1936 · 
1937 · 
1938 · 
1939 · 
1940 · 
1941 · 
1942 · 
1943 · 
1944 · 
1945 · 
1946 · 
1947 · 
1948 · 
1949 · 
1950 · 
1951 · 
1952 · 
1953 · 
1954 · 
1955 · 
1956 · 
1957 · 
1958 · 
1959 · 
1960 · 
1961 · 
1962 · 
1963 · 
1964 · 
1965 · 
1966 · 
1967 · 
1968 · 
1969 · 
1970 · 
1971 · 
1972 · 
1973 · 
1974 · 
1975 · 
1976 · 
1977 · 
1978 · 
1979 · 
1980 · 
1981 · 
1982 · 
1983 · 
1984 · 
1985 · 
1986 · 
1987 · 
1988 · 
1989 · 
1990 · 
1991 · 
1992 · 
1993 · 
1994 ·
1995 · 
1996 · 
1997 · 
1998 · 
1999 · 
2000 · 
2001 · 
2002 · 
2003 · 
2004 · 
2005 · 
2006 · 
2007 · 
2008 · 
2009 · 
2010 · 
2011 · 
2012 · 
2013 · 
2014 · 
2015 · 
2016 · 
2017 · 
2018 · 
2019 · 
2020 · 
2021 · 
2022 · 
2023 · 
2024